# John Shelton Wilder
John Shelton Wilder (Mason, 3 de junho de 1921 - Memphis, 1 de janeiro de 2010) foi um político norte-americano
Wilder foi senador (de 1968 a 2007) e vice-governador (entre 1971 e 2007) pelo estado do Tennessee.